# Ronde van Portugal (vrouwen)
De meerdaagse wielerwedstrijd Ronde van Portugal voor vrouwen werd in 2021 voor het eerst georganiseerd, naast de al bestaande mannenversie. In 2024 behoorde de wedstrijd voor het eerst tot de UCI-kalender, met de categorie 2.2.

## Lijst van winnaressen

### Overwinningen per land
| Overwinningen | Land                                              |
| ------------- | ------------------------------------------------- |
| 1             | Frankrijk, Portugal, Rusland, Zweden, Zwitserland |

Mannen: 1927 · 
1928–1930 · 
1931 · 
1932 · 
1933 · 
1934 · 
1935 · 
1936–1937 · 
1938 · 
1939 · 
1940 · 
1941 · 
1942–1945 · 
1946 · 
1947 · 
1948 · 
1949 · 
1950 · 
1951 · 
1952 · 
1953 · 
1954 · 
1955 · 
1956 · 
1957 · 
1958 · 
1959 · 
1960 · 
1961 · 
1962 · 
1963 · 
1964 · 
1965 · 
1966 · 
1967 · 
1968 · 
1969 · 
1970 · 
1971 · 
1972 · 
1973 · 
1974 · 
1975 · 
1976 · 
1977 · 
1978 · 
1979 · 
1980 · 
1981 · 
1982 · 
1983 · 
1984 · 
1985 · 
1986 · 
1987 · 
1988 · 
1989 · 
1990 · 
1991 · 
1992 · 
1993 · 
1994 · 
1995 · 
1996 · 
1997 · 
1998 · 
1999 · 
2000 · 
2001 · 
2002 · 
2003 · 
2004 · 
2005 · 
2006 · 
2007 · 
2008 · 
2009 · 
2010 · 
2011 · 
2012 · 
2013 · 
2014 · 
2015 · 
2016 · 
2017 ·
2018 · 
2019 · 
2020 ·
2021 ·
2022 ·
2023 · 2024 · 2025
Vrouwen: 2021 · 2022 · 2023 · 2024 · 2025